# Dinastija Yuan
Dinastija Yuan (kineski: 元朝, pinyin: Yuán Cháo; mongolski: ) ili Mongolska dinastija je naziv za razdoblje od 1271. do 14. rujna 1368. godine, u kojem je Kinom po prvi put u povijesti vladala dinastija stranih osvajača. Osnovao ju je Kublaj-kan, vođa mongolskog klana Borjigin i unuk velikog Džingis-kana, koji se 1271. god. proglasio za cara Kine, iako je Mongolsko Carstvo vladalo velikim dijelom sjeverne Kine još od 12. stoljeća. Njegovo područje vlasti, tzv. Veliko Yuan Carstvo (大元帝國 / 大元帝国, Dà Yuán Diguó), je bilo uglavnom neovisno od drugih kanata i uključivalo je područja današnje Kine, Mongolije i okolnih područja. 
Razdoblje dinastije Yuan je bilo relativno kratko, ali se pod upravom mongolskih careva Kina ponovno ujedinila, gospodarski oporavila i došla u dodir s cijelim nizom drugih naroda i kultura. U tom razdoblju je Kinu posjetio i Marko Polo.
Kako su se Yuan carevi sve više sinizirali, tako je nestajao njihov utjecaj među drugim mongolskim kanovima. U međuvremenu su ih kineski podanici i dalje smatrali stranim okupatorima, te ih je 1368. godine iz Kine istjerao Chu Yuan-cheng, osnivač dinastije Ming. Nakon propasti dinastije Yuan 1368. god., njegovim ostacima u Mongoliji je nastavila vladati dinastija Sjeverni Yuan, a Kinom je zavladala kineska dinastija Ming.

## Uspostava dinastije
Iako je mongolski vladar Džingis-kan osvojio sjevernu Kinu početkom 13. stoljeća, tek je njegov unuk Kublaj-kan uspio dovršiti osvajanje Kine, odnosno južnog dijela koji je bio pod dinastijom Sung. Kublaj-kan je 1264. godine porazio svog brata Ariq Bökea i postao Velikim Kanom (mongolski: Дай Юан Улс, kagan), već 1271. se proglasio i kineskim carem i formalno ustanovio dinastiju Yuan, iako nije porazio dinastiju Sung do 1279. godine.
Ilhanidsko Carstvo u Perziji kojim je vladao Kublaj-kanov brat Hulegu priznalo je Kublaj-kana i plaćali su mu danak. Ali, kanati Zlatne Horde i Kagataj nisu priznavali Kublaj-kana za Velikog kana i sukob s njima je potrajao do početka 14. stoljeća. Kublaj-kan je centralizirao vlast i podijelio je Kinu na pokrajine, slične današnjim; ta podjela je služila kao model kasnijim dinastijama Ming i Qing. Prijestonica koju je izgradio bila je Dadu, današnji Peking, a ljetnje prebivalište mu je bilo Shangdu (Xanadu).
Nasljednik Kublaj-kana, car Chenzong je 1304. godine ostvario mir s ostalim kanatima po kojemu su oni pristali da mu plaćaju danak. No, veliko Mongolsko Carstvo više nikada nije postalo jedinstveno.
Svoju upravu car Chenzong je potvrdio velikim kineskim pečatom s natpisom na kineskom: "王府定國理民之寶" koji mu je davao pravo da postane Kineski Car.

## Mongolska Kina
Kublaj-kan je bio opsjednut neuspješnim pokušajima da osvoji Japan (1273. i 1281.) Japan su spasile oluje (kamikaze, „sveti vjetar”) koje su uništile mornaricu Kublaj-kana.
Mongoli su ustanovili prijestolnicu na sjeveru u gradu Pekingu, no kulturni i privredni centri Kine ostali su južni gradovi koje je ustanovila dinastija Sung. Razdoblje dinastije Yuan bilo je relativno kratko, ali se pod upravom mongolskih careva Kina ponovno ujedinila, ekonomski oporavila i došla u dodir s cijelim nizom drugih naroda i kultura. Jedan od učinaka mongolskih osvajanja bio je kratkotrajan procvat trgovačkih putova, koji su preko azijskog kopna povezivali Istok i Zapad. Godine 1271., Kinu je posjetio mletački trgovac Marko Polo, a nakon 1300. talijanski trgovci su doprli sve do Zaituma na kineskoj obali. Sukobi između Mongola, Rusije i Perzije uskoro su obeshrabrili putnike da se koriste tim putem.
Za vrijeme dinastije Yuan kultura je cvjetala, a posebno su se pisale drame i novele. Pekinška opera Yuanchuy je postigla veliki uspjeh, a najpoznatiji spisatelji iz ovog razdoblja su bili Guan Hanqing, Wang Xipu, Baipu i Ma Chiyuan, čija su glavna djela: „Djevojka Zhou E” i „Xi Xiangdyi”. 
Slikarstvo je dobilo na cijeni i skupa s kaligrafijom i pjesništvom postalo je dijelom izvrsnih djelatnosti pogodnih za kulturnu elitu. No, premda su carevi dinastije Yuan sponzorirali umjetnost, arhitekturu (pagode, hramovi, paviljoni), murale, vrtove i dekorativnu umjetnost, oni nisu namećali svoj carski ukus. Tako su se umjetnici počeli ispoljavati ekspresivno i simbolički (Zhao Mengfu, Ni Zan) na svojim oslikanim visećim svitcima s kaligrafskim pjesmama.
Stvarale su se i nove igre s kartama i radilo se na usavršavanju porculana.

## Pad dinastije
Kako su se carevi Yuan sve više sinizirali, tako je nestajao njihov utjecaj među drugim mongolskim kanovima. U međuvremenu su ih kineski podanici i dalje smatrali stranim uzurpatorima te su izazvali niz pobuna protiv njihove vlasti. Godine 1368. istjerani su iz Kine od strane najmoćnijeg pobunjenika, Chu Yuan-chenga, osnivača dinastije Ming.
Ostaci dinastije Yuan su vladali Mongolijom, da bi u 17. stoljeću formalno vlast predali mandžurskoj dinastiji Qing.